# Червоненська сільська рада (Фастівський район)
| Червоненська сільська рада — колишній орган місцевого самоврядування у Фастівському районі Київської області з адміністративним центром у с. Червоне. Водоймища на території, підпорядкованій даній раді: річка Кам'янка. Сільській раді підпорядковані населені пункти: - с. Червоне |

## Склад ради
Рада складається з 12 депутатів та голови.

### Керівний склад ради
| ПІБ                              | Основні відомості                                                                                | Дата обрання | Дата звільнення |
| -------------------------------- | ------------------------------------------------------------------------------------------------ | ------------ | --------------- |
| Савченко Валентина Володимирівна | Сільський голова, 1964 року народження, освіта                                                   | 26.03.2006   | 31.10.2010      |
| Савченко Валентина Володимирівна | Сільський голова, 1964 року народження, освіта середня загальна, Політична партія 'Наша Україна' | 31.10.2010   |                 |

Примітка: таблиця складена за даними джерела